# Zea Mays
Zea Mays es un grup musical de rock sorgit a Bilbao el 1997.

## Components de la banda
- Asier Basabe (bateria)
- Ruben Gonzalez (baix)
- Iñaki Imaz (guitarra)
- Aiora Renteria (cantant)

## Història
L'estiu de 1997 van gravar 7 temes per a una maqueta, amb la qual van guanyar el Concurs de Maquetes Juvenils del País Basc d'aquell mateix any. El premi els va donar un gran impuls i gràcies a això van programar diversos concerts a tot el País Basc. El 1998, va ser considerada la millor banda basca en el concurs de pop-rock de Bilbao.
El setembre del 1998, van gravar el seu primer àlbum, l'homònim Zea Mays. Segons la revista Mondo Sonoro, va ser un dels 10 millors discos del País Basc d'aquell any. Després d'una gran quantitat de concerts, al març de 2000 van llançar el seu segon àlbum: Elektrizitatea. Va ser el millor país basc d'aquest any, una altra vegada segons Mondo Sonoro. Al setembre del mateix any van començar una gira per Holanda.
El juliol de 2002 van gravar el seu tercer àlbum: Harrobian, aquest cop amb el segell discogràfic Gaztelupeko Hotsak. Just abans havien gravat una versió del tema Kantuz de Mikel Laboa. L'estiu de 2003 van fer una altra gira per Europa: Alemanya i Països Baixos. Durant aquest any, hi va haver nombrosos concerts al País Basc. Van anar a Festimad el 2004 i després d'això es van retirar a gravar un nou àlbum.
El març de 2005 es va llançar Sortuz, grabitatearen aurka. Considerat un gran èxit, el grup es va convertir en un de les bandes líder al País Basc. Al desembre de 2006, van col·laborar en l'àlbum col·lectiu 18/98+ Auzolanean amb el tema Astero, ostera hastera.
El 2007, ja amb deu anys d'experiència, es va llançar el nou treball Morphina, que va incloure un DVD amb vídeos de concerts de tota una dècada. El 2010, Era va veure la llum. En paraules de la pròpia banda, el més ballable de tots els treballs, més directe i més positiu. Després hi va haver altres dos àlbums, Da i Harro, aquest darrer un disc amb sons "salvatges, senzills, obscurs i alegres".
El 2017, amb motiu del 20è aniversari, van treure un treball amb les millors cançons anomenat Zea Mays 20 Urte.

## Discografia
- Zea Mays (1998)
- Elektrizitatea (2000)
- Harrobian (2002)
- Sortuz, grabitatearen aurka (2005)
- Morphina (2007)
- Era (2011)
- Da (2013, autoeditat)
- Harro (2016)
- Zea Mays 20 Urte (2017)